# Vologases II de Partia

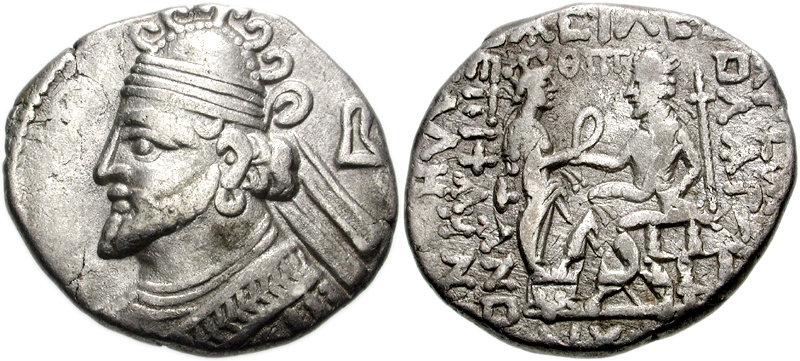
Moneda de Vologases II.

Vologases II de Partia  (en persa: ولاش دوم‎) gobernó el Imperio parto desde el año 78 al 80. Poco se conoce sobre él. Vologases II era el hijo de Vologases I de Partia y tenía ascendencia mixta partia y griega
 Presumiblemente Vologases II fue derrotado y depuesto por su tío Pacoro II de Partia (quien gobernó c. 78-105). Su hijo era Vologases III de Partia.